# 傑克縣 (德克薩斯州)
傑克縣（英語：Jack County）位美國德克薩斯州中北部的一個縣。面積2,383平方公里。根据美國2000年人口普查，共有人口8,763人。縣治傑克斯伯勒（Jacksboro）。
成立於1856年4月27日，縣政府成立於1857年7月1日。縣名紀念兩兄弟：威廉·休士頓曾任德克薩斯共和國國務卿；帕特里克·邱吉爾曾任德克薩斯共和國眾議員、區域法院法官。